# The World of Hans Zimmer - Part II: A New Dimension
The World of Hans Zimmer - Part II: A New Dimension is een livealbum van Hans Zimmer. Het album bevat de liveregistratie van het concert op 11 en 12 mei 2024 in de Tauron Arena Kraków in Krakau. Het album werd uitgebracht op  31 januari 2025 door Sony Classical.

## Achtergrond
Het album werd op 15 november 2024 aangekondigd. Het album is het vervolg op The World of Hans Zimmer - A Symphonic Celebration uit 2019, waar Zimmer ook voornamelijk alleen met de voorbereiding aan heeft bijgedragen.
Zimmers frequente medewerkers die aan de concerten hebben meegewerkt waren fluitist Pedro Eustache, bassist Juan Garcia-Herreros, zangeres Lisa Gerrard, drumster Lucy Landymore, zanger Lebo M, celliste Mariko Muranaka, violiste Rusanda Panfili en percussioniste Aleksandra Šuklar, samen met gitarist Alexios Anest, sopraan Gan-ya Ben-gur Akselrod, toetsenist Eliane Correa en zangeres Nokukhanya Dlamini.
Ze werden bijgestaan door het Odessa Orchestra & Friends en het Nairobi Chamber Choir, onder leiding van dirigent Gavin Greenaway.
Het album werd afgemixt net alsof het een studioalbum is, zonder geluiden van het publiek.

## Tracklijst
| Nr. | Titel                                                                     | Duur |
| --- | ------------------------------------------------------------------------- | ---- |
| 1.  | Man Of Steel: What Are You Going To Do When You Are Not Saving The World? | 4:31 |
| 2.  | Driving Miss Daisy                                                        | 3:33 |
| 3.  | The Rock Suite                                                            | 5:11 |
| 4.  | No Time To Die Suite Part I                                               | 3:06 |
| 5.  | No Time To Die Suite Part II: Final Ascent                                | 2:49 |
| 6.  | Interstellar Suite Part I: Day One                                        | 3:03 |
| 7.  | Interstellar Suite Part II: No Time For Caution                           | 4:06 |
| 8.  | Dune II Suite Part I: Intro                                               | 1:10 |
| 9.  | Dune II Suite Part I: A Time Of Quiet Between The Storms                  | 4:27 |
| 10. | The Prince Of Egypt Part I                                                | 1:46 |
| 11. | The Prince Of Egypt Part II                                               | 3:42 |
| 12. | The Prince Of Egypt Part III                                              | 6:20 |
| 13. | Wonder Woman Suite                                                        | 4:57 |
| 14. | Sherlock Holmes Suit Part I                                               | 2:02 |
| 15. | Sherlock Holmes Suit Part II                                              | 5:57 |
| 16. | Inception Suite Part I: Dream Is Collapsing                               | 3:50 |
| 17. | Inception Suite Part I: Time                                              | 4:48 |

| Nr. | Titel                                     | Duur |
| --- | ----------------------------------------- | ---- |
| 1.  | The Dark Knight: Why Do We Fall?          | 4:19 |
| 2.  | Gladiator Suite Part I                    | 2:40 |
| 3.  | Gladiator Suite Part II                   | 6:48 |
| 4.  | Gladiator Suite Part III: Now We Are Free | 3:57 |
| 5.  | Pearl Harbor Suite                        | 6:27 |
| 6.  | Kung Fu Panda Suite Part I                | 2:01 |
| 7.  | Kung Fu Panda Suite Part II               | 4:02 |
| 8.  | Power Of One - Mother Africa              | 5:21 |
| 9.  | The Lion King Suite Part I                | 5:18 |
| 10. | The Lion King Suite Part II               | 4:49 |
| 11. | Pirates Of The Caribbean Suite Part I     | 3:19 |
| 12. | Pirates Of The Caribbean Suite Part II    | 2:44 |

## Hitnoteringen

### VlaamseUltratop 200 Albums
| Hitnotering: 08-02-2025 t/m 22-02-2025 | Hitnotering: 08-02-2025 t/m 22-02-2025 | Hitnotering: 08-02-2025 t/m 22-02-2025 | Hitnotering: 08-02-2025 t/m 22-02-2025 | Hitnotering: 08-02-2025 t/m 22-02-2025 | Hitnotering: 08-02-2025 t/m 22-02-2025 |
| Week:                                  | 1                                      | 2                                      | 3                                      |                                        |                                        |
| -------------------------------------- | -------------------------------------- | -------------------------------------- | -------------------------------------- | -------------------------------------- | -------------------------------------- |
| Positie:                               | 74                                     | 99                                     | 170                                    | uit                                    |                                        |